# 2006 no futebol
Lista com os campeões de futebol dos principais campeonatos do mundo em 2006:

## América do Sul

### Nacionais
| País      | Campeão               |
| --------- | --------------------- |
| Argentina | A - Boca Juniors      |
| Argentina | C - Boca Juniors      |
| Bolívia   | A - Bolívar           |
| Bolívia   | C - Jorge Wilstermann |
| Brasil    | São Paulo             |
| Chile     | A - Colo-Colo         |
| Chile     | C - Colo-Colo         |
| Colombia  | A - Deportivo Pasto   |
| Colombia  | C - Cúcuta Deportivo  |
| Equador   | El Nacional           |
| Paraguai  | Libertad              |
| Peru      | Alianza Lima          |
| Uruguai   | Nacional              |
| Venezuela | Caracas               |

1-Os campeonatos: Equatoriano, Paraguaio, Peruano, Uruguaio e Venezuelano possuem o torneio apertura/clausura valendo apenas como um turno do campeonato, ocorrendo a final do campeonato entre o vencedor do clausura com o vencedor do apertura. O vencedor da final é declarado o único campeão nacional.

2-Os campeonatos: Argentino, Bolíviano, Colômbiano e Chileno possuem o torneio apertura/clausura, considerando os dois vencedoras como campeões nacionais.
3-O campeonato Brasileiro é disputado em turno e returno, sendo declarado o campeão aquele que somar o maior número de pontos.

### Continentais
| Campeonato                   | Campeão       |
| ---------------------------- | ------------- |
| Copa Libertadores da América | Internacional |
| Copa Sul-Americana           | Pachuca       |
| Recopa Sul-Americana         | Boca Juniors  |

4-A Recopa Sul-Americana é referente aos campeões da Copa Libertadores, e Copa Sul-Americana do ano anterior.

## Europa

### Nacionais
| País                               | Campeão            |
| ---------------------------------- | ------------------ |
| Albânia                            | KF Elbasan         |
| Alemanha                           | Bayern de Munique  |
| Andorra                            | FC Rànger's        |
| Armênia                            | Pyunik Yerevan     |
| Áustria                            | Austria Viena      |
| Azerbaijão                         | FK Baku            |
| Bélgica                            | Anderlecht         |
| Bielorrússia                       | BATE Borisov       |
| Bósnia e Herzegovina               | Siroki Brijeg      |
| Bulgária                           | Levski Sofia       |
| Cazaquistão                        | FK Astana          |
| Chipre                             | Apollon Limassol   |
| Croácia                            | Dinamo de Zagreb   |
| Dinamarca                          | København          |
| Escócia                            | Celtic             |
| Eslováquia                         | Ruzomberok         |
| Eslovênia                          | Gorica             |
| Espanha                            | Barcelona          |
| Estônia                            | Levadia Tallin     |
| Finlândia                          | Tampere United     |
| França                             | Lyon               |
| Geórgia                            | Sioni Bolnisi      |
| Gibraltar                          | Lincoln            |
| Gozo                               | Nadur Youngsters   |
| Grécia                             | Olympiacos         |
| Holanda                            | PSV Eindhoven      |
| Hungria                            | Debrecen           |
| Ilha de Man                        | Laxey              |
| Ilha de Wight                      | Shanklin           |
| Ilha Guernsey                      | Belgrave Wanderers |
| Ilha Jersey                        | Saint Peter        |
| Ilhas Faroe                        | HB Tórshavn        |
| Ilhas Orkney                       | Orkney Rovers      |
| Ilhas Scilly                       | Woolpack Wanderers |
| Ilhas Shetland                     | Delting            |
| Inglaterra                         | Chelsea            |
| Irlanda                            | Shelbourne         |
| Irlanda do Norte                   | Linfield           |
| Islândia                           | FH Hafnarfjörður   |
| Israel                             | Maccabi Haifa      |
| Itália                             | Internazionale     |
| Kosovo                             | Besa KF            |
| Letônia                            | FK Ventspils       |
| Liechtenstein                      | Vaduz              |
| Lituânia                           | FBK Kaunas         |
| Luxemburgo                         | F91 Dudelange      |
| Macedônia                          | Rabotnicki Kometal |
| Malta                              | Birkirkara         |
| Modávia                            | Sheriff Tiraspol   |
| Noruega                            | Rosenborg          |
| País de Gales                      | The New Saints     |
| Polônia                            | Legia Varsóvia     |
| Portugal                           | Porto              |
| República Checa                    | Slovan Liberec     |
| República Turca do Chipre do Norte | Magusa Türk Gücü   |
| Romênia                            | Steaua Bucareste   |
| Rússia                             | CSKA Moscou        |
| San Marino                         | Murata             |
| Sérvia e Montenegro                | Estrela Vermelha   |
| Suécia                             | IF Elfsborg        |
| Suíça                              | Zurique            |
| Turquia                            | Galatasaray        |
| Ucrânia                            | Shakhtar Donetsk   |

1-A Internazionale de Milão conseguiu o título de campeão italiano da temporada 2005/06 caçado da Juventus nos tribunais

### Continentais
| Campeonato                | Campeão   |
| ------------------------- | --------- |
| Liga dos Campeões da UEFA | Barcelona |
| Copa da UEFA              | Sevilla   |
| Supercopa Europeia        | Sevilla   |

## América do Norte

### Nacionais
| País                     | Campeão                            |
| ------------------------ | ---------------------------------- |
| Anguilha                 | Roaring Lions                      |
| Antígua e Barbuda        | SAP Bolans                         |
| Antílhas Holandesas      | C & D Barber                       |
| Aruba                    | SV Estrella                        |
| Bahamas                  | Caledonia Celtics                  |
| Barbados                 | Youth Milan                        |
| Belize                   | New Site Erei                      |
| Bermudas                 | Noth Village                       |
| Costa Rica               | Saprissa                           |
| Cuba                     | Holguín                            |
| Dominica                 | Harlem United                      |
| El Salvador              | A - Vista Hermosa                  |
| El Salvador              | C - Deportivo Águila               |
| Estados Unidos e Canadá  | Houston Dynamo                     |
| Granada                  | Carib Hurricanes                   |
| Groelândia               | Nagdlunguaq-48                     |
| Guadalupe                | JS Vieux-Habitants                 |
| Guatemala                | A - Municipal                      |
| Guatemala                | C - Municipal                      |
| Guiana                   | Topp XX                            |
| Guiana Francesa          | US Matoury                         |
| Haiti                    | Baltimore                          |
| Honduras                 | A - Olímpia                        |
| Honduras                 | C - Olímpia                        |
| Ilhas Cayman             | Scholars International             |
| Ilhas Virgens            | New Vibes                          |
| Ilhas Virgens Britânicas | Rangers                            |
| Jamaica                  | Waterhouse                         |
| Martinica                | Club Franciscain                   |
| México                   | A - Toluca                         |
| México                   | C - Pachuca                        |
| Nicarágua                | Atlético Diriangén                 |
| Panamá                   | A - San Francisco                  |
| Panamá                   | C - San Francisco                  |
| Porto Rico               | Fraigcomar                         |
| República Dominicana     | La Vega                            |
| Santa Lúcia              | Canaries                           |
| São Cristóvão e Nevis    | São Cristóvão - Village Superstars |
| São Cristóvão e Nevis    | Nevis - Harris United              |
| São Martín               | Beach-Hótel                        |
| São Vicente e Granadinas | Hope                               |
| Suriname                 | Walking Bout Company               |
| Trinidad e Tobago        | Joe Public                         |
| Turcos e Caicos          | Cost Right                         |

1-As equipes do Canadá e dos E.U.A disputam a MLS

### Continentais
| Campeonato                    | Campeão             |
| ----------------------------- | ------------------- |
| Liga dos Campeões da CONCACAF | América             |
| Copa Interclubes da UNCAF     | Puntarenas          |
| Campeonato de Clubes da CFU   | Williams Connection |

## África

### Nacionais
| País                           | Campeão                         |
| ------------------------------ | ------------------------------- |
| África do Sul                  | Mamelodi Sundowns               |
| Angola                         | Primeiro de Agosto              |
| Argélia                        | JS Kabylie                      |
| Benin                          | Mogas 90                        |
| Botsuana                       | Police XI                       |
| Burkina Fasso                  | Yennega                         |
| Burundi                        | Vital'O                         |
| Cabo Verde                     | Sporting da Praia               |
| Camarões                       | Cotonsport Garoua               |
| Chade                          | Renaissance                     |
| Comores                        | AJS Mutsamudu                   |
| Congo                          | Etoile du Congo                 |
| Costa do Marfim                | ASEC Mimosas                    |
| Djibouti                       | Société Immobilière de Djibouti |
| Egíto                          | Al-Ahly                         |
| Eritréa                        | Adulis Club                     |
| Etiópia                        | Saint-George SA                 |
| Gabão                          | Mangasport                      |
| Gâmbia                         | Gambia Ports Authority          |
| Gana                           | Hearts of Oak                   |
| Guiné                          | Fello Star                      |
| Guiné-Bissau                   | Balantas                        |
| Guiné Equatorial               | Renascimento                    |
| Ilha da Ascensão               | US Base                         |
| Ilha de Santa Helena           | Half Tree Hollow                |
| Ilhas Maurício                 | Pamplemousses                   |
| Lesoto                         | Likhopo Maseru                  |
| Líbia                          | Al-Ittihad Trípoli              |
| Libéria                        | Mighty Barolle                  |
| Madagascar                     | AS Adema                        |
| Malauí                         | MTL Wanderers                   |
| Mali                           | Stade Malien                    |
| Marrocos                       | Wydad Casablanca                |
| Mauritânia                     | ASC Mauritel Mobile             |
| Mayotte                        | M'tsapéré                       |
| Moçambique                     | Desportivo de Maputo            |
| Namíbia                        | Civics Windhoek                 |
| Niger                          | AS-FNIS                         |
| Nigéria                        | Ocean Boys                      |
| Quênia                         | Sony Sugar                      |
| República Centro Áfricana      | DFC Arrondissement              |
| República Democrática do Congo | Mazembe                         |
| Reunião                        | USS Tamponnaise                 |
| Ruanda                         | APR FC                          |
| São Tomé e Príncipe            | Sporting Praia Cruz             |
| Senegal                        | Douanes                         |
| Serra Leoa                     | Kallon FC                       |
| Seychelles                     | Anse Réunion                    |
| Somália                        | Banaadir Telecom                |
| Suazilândia                    | Royal Leopards                  |
| Sudão                          | Al-Hilal Omdurman               |
| Tanzânia                       | Young Africans                  |
| Togo                           | Maranatha                       |
| Tunísia                        | Espérance de Tunis              |
| Uganda                         | URA SC                          |
| Zâmbia                         | Zanaco Lusaka                   |
| Zanzibar                       | AS Polisi                       |
| Zimbabuê                       | Highlanders                     |

1-Por determinação da confederação africana de futebol, caso não aconteça um campeonato nacional num período de 5 anos, o título continua com o campeão do último campeonato oficial disputado no país. A partir de 6 anos, os títulos deixam de ser contabilizados

### Continentais
| Campeonato                    | Campeão         |
| ----------------------------- | --------------- |
| Liga dos Campeões da CAF      | Al-Ahly         |
| Copa das Confederações da CAF | Étoile du Sahel |
| Supercopa Africana            | Al-Ahly         |
| Copa Interclubes da CECAFA    | Police Jinja    |
| Copa UNIFFAC                  | Cilu            |
| Liga dos Campeões Árabes      | Raja Casablanca |

## Ásia

### Nacionais
| País            | Campeão                    |
| --------------- | -------------------------- |
| Afeganistão     | Ordu Kabul                 |
| Arábia Saudita  | Al-Shabab                  |
| Austrália       | Sydney FC                  |
| Bahrein         | Muharraq                   |
| Bangladesh      | Mohammedan                 |
| Birmânia        | Finance and Revenue Yangon |
| Brunei          | Duli Pengiran Muda Mahkota |
| Butão           | Thrimsung Club             |
| Camboja         | Khamra Keila               |
| China           | Shandong Luneng Taishan    |
| Coreia do Norte | Pyongyang CMC              |
| Coreia do Sul   | Seongnam Ilhwa Chunma      |
| Emirados Árabes | Al-Ahli Dubai              |
| Filipínas       | Negros Occidental          |
| Guam            | Guam Shipyard United       |
| Hong Kong       | Happy Valley Athletic      |
| Iémen           | Al-Saqr                    |
| Índia           | Mahindra United            |
| Indonésia       | Persik Kediri              |
| Irã             | Esteghlal                  |
| Iraque          | Al-Zawra                   |
| Japão           | Urawa Red Diamonds         |
| Jordânia        | Shabab Al-Ordon            |
| Kuwait          | Al-Kuwait SC               |
| Laos            | Vientiane                  |
| Líbano          | Al-Ansar                   |
| Macau           | Lam Pak                    |
| Malásia         | Negeri Sembilan            |
| Maldivas        | Victory                    |
| Mongólia        | Khasiin Khulguud           |
| Nepal           | Manang Marsyangdi Club     |
| Omã             | Al-Muscat                  |
| Palestina       | Hilal Areeha               |
| Paquistão       | Pakistan Army              |
| Qatar           | Al-Sadd                    |
| Quirguistão     | Dordoy-Dinamo Naryn        |
| Singapura       | SAF FC                     |
| Síria           | Al-Karamah                 |
| Sri Lanka       | Negombo Youth              |
| Tailândia       | Bangkok University         |
| Taiwan          | Ta Tung                    |
| Tajiquistão     | Regar-Tad AZ Tursun-Zade   |
| Timor-Leste     | Rusa Fuik                  |
| Turcomenistão   | HTTU Ashgabat              |
| Uzbequistão     | Pakhtakor Toshkent         |
| Vietnã          | Gach Dong Tam Long An      |

1-O campeão de Brunei, Duli Pengiran Muda Mahkota Football Club, se filiou a federação de futebol da Malásia para a disputa do campeonato nacional maláio em 2007.

### Continentais
| Campeonato                          | Campeão                |
| ----------------------------------- | ---------------------- |
| Liga dos Campeões da AFC            | Jeonbuk Hyundai Motors |
| Copa da AFC                         | Al-Faysali             |
| Copa dos Presidentes da AFC         | Dordoy-Dinamo Naryn    |
| Liga dos Campeões Árabes            | Raja Casablanca        |
| Copa dos Campeões do Leste Asiático | Ulsan Hyundai Horang-i |
| Copa do Golfo                       | Al-Ittifaq             |

## Oceania

### Nacionais
| País                    | Campeão                   |
| ----------------------- | ------------------------- |
| Fiji                    | Ba                        |
| Havaí                   | Vaiete Premier            |
| Ilhas Cook              | Sokattack Nikao           |
| Ilhas Marianas do Norte | L&S/Kyung-Seung           |
| Ilhas Salomão           | Marist                    |
| Kiribati                | Betio Town Council        |
| Nova Caledônia          | AS Mont-Dore              |
| Nova Zelândia           | Auckland City             |
| Palau                   | Surangel And Sons Company |
| Papua Nova Guiné        | University Port Moresby   |
| Samoa                   | Vaivase-tai               |
| Samoa Americana         | PanSA Soccer Club         |
| Taiti                   | AS Pirae                  |
| Tonga                   | Lotoha'apai               |
| Tuvalu                  | Lakena United             |
| Vanuatu                 | Tafea                     |

### Continentais
| Campeonato               | Campeão       |
| ------------------------ | ------------- |
| Liga dos Campeões da OFC | Auckland City |

## Mundial Interclubes
| Campeão Mundial de Clubes de 2006 |
| --------------------------------- |
| SC INTERNACIONAL 1° Título        |